# Graben (Lauterhofen)
Graben ([ˈɡʁaːbn̩] ) ist ein Gemeindeteil in der Gemarkung Trautmannshofen des Marktes Lauterhofen im Landkreis Neumarkt in der Oberpfalz. Der Ort ist eine Einöde mit einem Wohngebäude.
Kirchlich gehört Graben zur Pfarrei Trautmannshofen im Dekanat Habsberg. Auf historischen Karten ist hier der Abdecker eingetragen.
Am 1. Mai 1978 wurde Graben als Teil der Gemeinde Trautmannshofen nach Lauterhofen eingemeindet.